# 524
524 (DXXIV) je bilo prestopno leto, ki se je po julijanskem koledarju začelo na ponedeljek.

## Dogodki
- 25. junij - Bitka pri Vézeronceu med Franki in Burgundi

## Smrti
- Boetij, rimski patricij, politik, državnik, filozof, matematik, fizik (* 480)
- Klodomer, frankovski kralj Orléansa (* okoli 495)